# Еберхард I фон Хилдрицхаузен
Еберхард I фон Хилдрицхаузен (на немски: Eberhard I. von Hildrizhausen; † 6 януари 1112, Кведлинбург) е княжески епископ на Айхщет от 1099 (?) до 1112 г.

## Произход и управление
Той е от швабския благороднически род фон Хилдрицхаузен, който дава името на Хилдрицхаузен близо до Бьоблинген в Баден-Вюртемберг. Според Алфред Вендехорст баща му е Хайнрих II фон Хилдрицхаузен († 1087/1089), граф на Хилдрицхаузен, маркграф в Нордгау, и Беатрикс фон Швайнфурт († 1102/1104), наследничка на Швайнфурт, дъщеря на маркграф Ото фон Швайнфурт, херцог на Швабия. Той има брат Ото, който след ослепяването му става монах в манастир Хирзау, на когото Еберхард I като епископ прави дарения. Другият му брат е Конрад, който е определен за духовник, но тогава иска наследството си, и е убит в битка на страната на Хайнрих IV.
Еберхард I фон Хилдрицхаузен става епископ на Айхщет след смъртта на епископ Удалрих I († 1099). Еберхард I, като последен от фамилията му, занася наследството на фамилията му около Швайнфурт на епископството Айхщет. Той често е в свитата на Хайнрих V. Умира в Кведлинбург, когато Хайнрих V пътува от Гослар за Мерзебург.
След него епископ на Айхщет 1112/1117 г. става Удалрих II.